# The Supremes Sing Holland-Dozier-Holland
The Supremes Sing Holland-Dozier-Holland è un album del gruppo musicale femminile R&B statunitense The Supremes, pubblicato nel 1967 dalla Motown Records. Tutti i brani sono stati scritti dal principale team produttivo dell'etichetta Holland-Dozier-Holland.

## Tracce

### Lato A
1. You Keep Me Hangin' On
2. You're Gone, But Always in My Heart
3. Love Is Here and Now You're Gone
4. Mother You, Smother You
5. I Guess I'll Always Love You
6. I'll Turn to Stone

### Lato B
1. It's the Same Old Song
2. Going Down for the Third Time
3. Love is in Our Hearts
4. Remove This Doubt
5. There's No Stopping Us Now
6. (Love is Like a) Heat Wave

## Singoli
- You Keep Me Hangin' On/Remove This Doubt (Motown 1101, 1966)
- Love Is Here, and Now You're Gone/There's No Stopping Us Now (Motown 1103, 1967)

## Classifiche
| Classifica(1967)                | Posizione più alta |
| U.S. Billboard 200              | 6                  |
| U.S. Billboard R&B Albums Chart | 2                  |
| Official Albums Chart           | 15                 |